# Yazoo land-schandaal

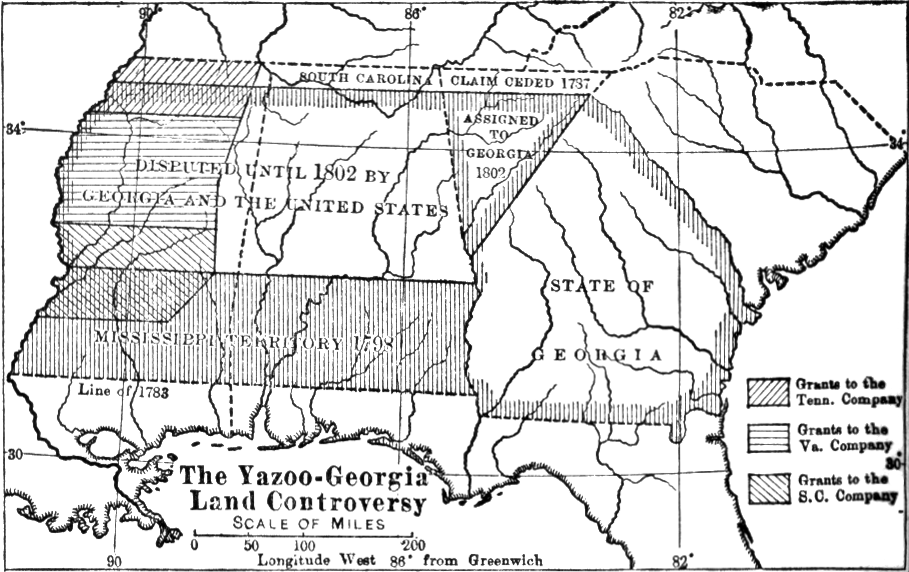
Kaart van de Yazoo lands, met onder andere aanduiding van de hedendaagse grenzen van de staat Georgia en het gebied dat in 1802 door Georgia werd overgedragen aan de Amerikaanse federale overheid ("Disputed until 1802 by Georgia and the United States").

Het Yazoo land-schandaal was een groot politiek schandaal in de Verenigde Staten in de jaren 1790, waarbij grootschalige onroerend goed-fraude werd gepleegd door hoge gezagsdragers in de staat Georgia. Grote percelen grond werden hierbij frauduleus verkocht. In de nasleep van dit schandaal en de poging om de frauduleuze verkoop ongedaan te maken werden er juridische procedures gevoerd die in 1810 zouden leiden tot een belangrijke uitspraak van het federaal Hooggerechtshof in de zaak Fletcher v. Peck.

## Frauduleuze verkoop en Yazoo Act
Enkele politici in de staat Georgia, waaronder gouverneur George Mathews en leden van de Georgia General Assembly, het deelstaatparlement van Georgia, verkochten in 1794 grote percelen land gelegen in de Yazoo lands aan politieke vrienden voor zeer lage prijzen. Hiertoe werden vier bedrijven opgericht, met name de Georgia Company, de Georgia-Mississippi Company, de Upper Mississippi Company en de Tennessee Company. Onder meer federaal senator James Gunn en federaal opperrechter in het federaal Hooggerechtshof James Wilson kwamen aan het hoofd te staan van deze bedrijven. Deze bedrijven kochten op hun beurt meer dan 160.000 km² aan land aan voor 'slechts' 500.000 Amerikaanse dollar. Verscheidene gezagsdragers en parlementsleden uit de staat Georgia werden aandeelhouders van deze bedrijven en werden daardoor onrechtstreeks eigenaar van de verkochte gronden. Anderen werden steekpenningen toegekend om hun instemming met de verkoop te verzekeren. Op 7 januari 1795 ondertekende gouverneur George Mathews de zogenaamde Yazoo Act, die de verkoop van de gronden bekrachtigde.

## Annulatiewet
Toen deze frauduleuze praktijken van zelfverrijking publiek bekend geraakten, lokte dit hevig protest uit onder de bevolking van Georgia. Burgers deden hun beklag bij federale gezagsdragers en Congresleden. Jared Irwin en federaal senator James Jackson namen het voortouw tegen de verkoop. Irwin geraakte later in 1795 verkozen als nieuwe gouverneur van Georgia, in opvolging van Mathews. Minder dan twee maanden nadat Irwin in functie trad, vaardigde hij op 17 februari 1796 een wet uit die de verkoop en de Yazoo Act ongedaan maakte. Senator Jackson trad af in dezelfde periode af om zich verkiesbaar te stellen als senator in het de Georgia General Assembly, het deelstaatparlement van Georgia, en vanuit deze functie druk uit te oefenen. Jackson volgde Irwin bovendien op als gouverneur in 1798.

## Juridische procedures
Met de annulatiewet van Irwin kwam er echter geen einde aan deze zaak. De betrokken gronden waren ondertussen immers vaak snel doorverkocht aan derden, die te goeder trouw waren en daarom recht hadden op een vergoeding vanwege de annulatie van de oorspronkelijke verkoop. Echter waren er ook derden die deze compensatie weigerden en liever hun stuk grond behielden. De staat Georgia was het hier niet mee eens, wat in het volgend decennium aanleiding heeft gegeven tot een juridische strijd die uiteindelijk bij het federaal Hooggerechtshof (U.S. Supreme Court) zou belanden. Het gegeven dat de betrokken gronden ondertussen versnipperd waren onder derden-landeigenaars te goeder trouw, maakte de juridische procedures er niet gemakkelijker op.

### Pact van 1802
In 1802 werd het zogenaamde Pact van 1802 afgesloten, waarbij de staat Georgia, vanwege de aanhoudende controverse, zijn aanspraken op de gronden ten westen van zijn hedendaagse grenzen afstond aan de Amerikaanse federale overheid, waaronder ook de betwiste gronden. Het afgestane gebied zou vervolgens deel gaan uitmaken van het Mississippiterritorium. De federale staat nam hierbij ook de rechtsvorderingen omtrent de betwiste gronden over.

### Uitspraak van het Hooggerechtshof
In 1810 deed het Hooggerechtshof uitspraak over de wettigheid van de annulatiewet en het terugdraaien van de verkoop van de gronden. In het mijlpaalarrest Fletcher v. Peck besloot het hof dat de verkoopovereenkomsten van destijds geldige en bindende overeenkomsten waren die niet met terugwerkende kracht konden worden ongedaan gemaakt door middel van een annulatiewet. Concreet kwam dit neer op een overwinning voor de derden-landeigenaars te goeder trouw, die hun gronden wisten te behouden. Deze uitspraak was een van de eerste arresten van het Hooggerechtshof waarbij een statelijke wet door het hof werd overroepen.
De juridische geschillen met derden-landeigenaars te goeder trouw zouden pas in 1816 allemaal zijn uitgeklaard, 21 jaar na de frauduleuze verkoop uit 1795. Aan de Spaanse aanspraken op het grondgebied van Georgia werd geremedieerd door het zogenaamde Pinckneyverdrag uit 1795. Aanspraken van lokale volksstammen werden in de jaren 1820 opgelost in een nieuwe reeks verdragen.